# Mesocyclops insulensis
Mesocyclops insulensis је животињска врста класе Crustacea која припада реду Cyclopoida и фамилији Cyclopidae. 

## Угроженост
Ова врста се сматра рањивом у погледу угрожености врсте од изумирања.

## Распрострањење
Мадагаскар је једино познато природно станиште врсте.

## Станиште
Станиште врсте су слатководна подручја.